# Batailles de Ramadi
Pour les articles homonymes, voir bataille de Ramadi.
Les deux batailles de Ramadi ont opposé les forces de l'Empire britannique et de l'Empire ottoman entre juillet et septembre 1917, pendant la Première Guerre mondiale. Les deux parties se disputaient la ville de Ramadi, dans le centre de l'Irak, à environ 100 km à l'ouest de Bagdad, sur la rive sud de l'Euphrate, où une importante garnison ottomane avait ses quartiers. La position stratégique de la ville sur la route entre Alep et Bagdad en fait une cible prioritaire pour les Britanniques au cours de la campagne de Mésopotamie. À cause des conditions climatiques épouvantables, il aura fallu deux tentatives en trois mois pour faire tomber la ville.
La première bataille, en juillet 1917, aboutit à une défaite des Britanniques causée par la chaleur extrême qui a tué plus de soldats britanniques que les tirs ennemis, le mauvais temps, la mauvaise communication des Britanniques ainsi que par l'efficacité de la défense turque. Les leçons apprises ont été utilisées dans la deuxième bataille deux mois plus tard : les Britanniques ont adopté des tactiques différentes et pris au piège la garnison en l'acculant contre l'Euphrate, ce qui lui coupa toute possibilité de fuite. Finalement, la garnison fut capturée avec de grandes quantités de munitions et d'équipements.

## Première bataille de Ramadi
La campagne de Mésopotamie, durant la Première Guerre mondiale.

### Contexte
En mars 1917, les Turcs ottomans sont chassés de Fallujah par les Britanniques et se replient dans le défilé de Madhij, 29 km à l'ouest. Lors de leur retraite, ils réussissent à faire une brèche dans le barrage de Sakhlawiya sur l'Euphrate, augmentant considérablement le risque d'inondation en aval. Bien que cela puisse représenter un avantage tactique pour les Britanniques en rendant la zone à l'ouest de Bagdad impraticable, cette situation menace également de manière inacceptable les chemins de fer de Samarra et Musaiyib, risquant d'isoler Fallujah. Les Britanniques cherchent alors à reconstruire le barrage. Il faut préalablement occuper Dhibban, une ville située à environ 32 km au sud de Ramadi, afin de protéger les ouvriers sur le barrage. Le général Frederick Stanley Maude décide de planifier une opération pour occuper Dhibban puis lancer une attaque contre la garnison turque de Ramadi, qui doit se composer « d'environ 120 sabres, 700 fusils et 6 canons d'artillerie »  – pour un total d'environ 1 000 hommes. Maude souhaite uniquement chasser de Ramadi sa garnison, faire le maximum de prisonniers et récupérer autant de matériel que possible.
De façon inattendue, cependant, les températures commencent à grimper quelques jours après les ordres du général Maude. Le 8 juillet, la température atteint à Bagdad plus de 50 °C à l'ombre, voire 71 °C au soleil. La chaleur rend la plupart des objets de la vie quotidienne inutilisables : « Dans une tente, le rebord d'un gobelet brûla la main d'un soldat. La poussière et le sable brûlait la plante des pieds à travers les bottes » .
Maude envisage de reporter l'opération, mais le général Alexander Cobbe s'y oppose, ne croyant pas probable un adoucissement de la température, précisant que toutes les précautions possibles ont été prises pour minimiser l'impact de la chaleur. L'armée est préparée à Fallujah, composée de la 7e brigade (Ferozepore), de deux escadrons de cavalerie, de quatorze pièces d'artillerie, de quatre véhicules blindés et de la moitié d'une compagnie de sapeurs-mineur. Trois avions dirigés par le lieutenant colonel Charles Levenax Haldane doivent appuyer les troupes au sol.
Le plus grand défi des Britanniques est de transporter les troupes à Ramadi. La chaleur est telle qu'il est impossible d'effectuer le trajet depuis Dhibban à pied, même de nuit. La décision est prise de les transporter dans des véhicules à moteur, les amenant jusqu'à leurs positions, en espérant que les soldats ne soient pas trop impactés par la chaleur afin de pouvoir lancer l'attaque. Cet épisode fut le premier effort sérieux d'utilisation d'infanterie motorisée dans le théâtre des opérations mésopotamien. 127 camionnettes et camions Ford sont utilisés pour transporter les hommes, par groupes de 600, de nuit et en s'abritant du soleil à l'aide de tentes pendant la journée. De la glace est également acheminée afin de pouvoir traiter rapidement les éventuels coups de chaleur.

### Déroulement de la bataille
Dhibban est occupée sans résistance dans la nuit du 7 au 8 juillet et le reste de l'armée arrive de Fallouja le 10 juillet. Un petit détachement d'arrière-garde reste à Dhibban tandis que le reste des troupes s'élance vers le défilé de Madhij, 11 km à l'ouest. Ils y arrivent en fin de soirée et l'occupent sans opposition, bien qu'ils essuient quelques tirs turcs après avoir conquis leurs positions. À 1 h 0 le 11 juillet, la progression reprend à Mushaid Point, à environ 3,2 km à l'est de Ramadi. La colonne militaire n'y arrive pas avant 4 h 45, en raison des quantités de sable le long de la route. Alors que le groupe se déplace à travers champs à la périphérie de Ramadi, les Turcs ouvrent le feu avec six pièces d'artillerie, deux mitrailleuses, et de nombreux fusils. Pendant ce temps, deux des trois avions britanniques sont cloués au sol par des problèmes mécaniques, la chaleur ayant évaporé l'eau de leurs radiateurs. Ni les voitures blindées ni l'infanterie ne peuvent progresser face à l'artillerie et aux mitrailleuses. Les artilleurs turcs se révèlent bien plus précis que prévu, endommageant à plusieurs reprises les systèmes de communication radio des Britanniques. Des renforts sont envoyés à 6 h 45, mais sans pouvoir faire la moindre progression.
Pour aggraver la situation, une tempête de sable, commencée à 8 h 0 et se prolongeant une bonne partie de la journée met à mal les communications britanniques en empêchant toute contre-attaque efficace. L'infanterie britannique ne peut se lancer à l'attaque, elle fait face à un terrain découvert et brûlant de près de 1 km. La chaleur est telle qu'il est impossible d'organiser un retrait au cours de la journée, les troupes creusent le sol pour pouvoir supporter les conditions atmosphériques, l'armée est approvisionnée en eau à partir de l'Euphrate. L'espoir que les Turcs puissent être sur le point de se retirer s'éteint et, à 3 h 15 le lendemain, le commandant britannique ordonne la retraite sous le couvert de l'obscurité. Bien qu'aucune attaque ne soit lancée contre les troupes en retraite, quelque 1 500 Arabes pro-turcs se lancent à l'attaque, mais sont « battus et sévèrement punis dès les premières lueurs du jour ». Les Britanniques continuent à essuyer des tirs isolés durant leur retraite à Dhibban, qu'ils atteignent à 21 h 30 le 13 juillet.

### Victimes et conséquences
La bataille est un échec cuisant, amplifié par les conditions météorologiques extrêmes et la vigueur inattendue de la résistance turque. Les Britanniques dénombrent 566 morts ou blessés, dont 321 causés par la chaleur. Les tirs ennemis représentent moins de la moitié des victimes britanniques. Certains hommes sont morts d'un coup de chaleur, tandis que d'autres seraient morts de soif ou seraient devenus fous.

## Deuxième bataille de Ramadi
La campagne de Mésopotamie, durant la première Guerre Mondiale.

### Contexte
La deuxième tentative britannique pour prendre Ramadi, finalement victorieuse, est préparée en septembre 1917. 
Les Ottomans sont déployés dans la région dans le cadre d'une force mixte germano-turque appelée le groupe d'armées Yilderim (« Eclair »), sous le commandement d'Erich von Falkenhayn, en charge d'une attaque en Irak, le long de l'Euphrate, devant conquérir la ville de Hīt avant de parvenir à Bagdad. Faute de moyens d'acheminement efficaces et modernes des approvisionnements nécessaires, l'attaque n'a pas été lancée : en effet, les Allemands ne sont alors pas en mesure d'achever la ligne de chemin de fer. Le groupe d'armées Yilderim a ensuite été redéployé sur le front de la Palestine.
La menace du groupe d'armées Yilderim incite les Britanniques à faire une nouvelle tentative de prise de Ramadi. Le contrôle de la ville doit également priver les Turcs d'un accès aux produits frais de la région, qui sortent clandestinement de la zone de contrôle britannique, ainsi que couper la route du désert de Kerbala. À la mi-septembre 1917, le général Maude ordonne au général Harry Brooking, commandant de la 15e Division indienne, de prendre la tête de l'opération. La division rejoint le brigadier-général A. W. Andrew de la 50e Brigade Indienne à Fallouja et occupe le 20 septembre une position avancée à Madhij, à l'est de Ramadi. Les Turcs sont retranchés le long d'une ligne de dunes de sable connue sous le nom de Muskaid Ridge, à environ 6,5 km à l'ouest de Madhij. Leurs principales positions défensives sont à environ 1,5 km plus à l'ouest, juste au sud de Ramadi.
Brooking élabore une attaque frontale depuis le sud pendant que la 6e brigade indienne de cavalerie coupe la ligne de retraite de la garnison à l'ouest. Comme il n'y a pas de pont à Ramadi, les Turcs seront acculés à la rivière. De leur côté, et convaincus que les Britanniques répéteront les tactiques utilisées en juillet, les Turcs organisent leurs défenses en conséquence pour couvrir un arc de cercle allant de l'est au sud de la ville. Ils envisagent d'utiliser la route à l'ouest en cas de retraite. Depuis l'attaque du mois de juillet, la garnison turque a été considérablement renforcée et s'élève maintenant à 3 500 hommes d'infanterie, 500 artilleurs et 100 cavaliers, soutenus par 10 canons d'artillerie.
Brooking effectue une série de fausses préparations pour renforcer les Turcs dans l'idée que les Britanniques chercheront une fois de plus à avancer le long des rives de l'Euphrate. Un pont est construit à Madhij le 28 septembre, les troupes campent le long de la rivière, et des tribus arabes amies sont recrutées pour transporter le matériel aux berges en face de Ramadi. Les plans d'attaque de Brooking sont délibérément vagues, de façon à dissimuler la véritable stratégie aux éventuels espions turcs dans Madhij.

### Déroulement de la bataille
À 21 h 45 dans la nuit du 27 septembre, l'infanterie avance jusqu'au pont de Mushaid, qu'elle occupe quasiment sans opposition. Puis, au lieu de continuer le long de la berge de la rivière, la 12e et la 42e brigade indienne bifurquent à gauche dans la vallée entre l'Euphrate et le lac Habbaniyah. Ils sécurisent le barrage sur le canal à 15 h 0 le 28 septembre. Leur déplacement dans la chaleur intense est rendu possible par une chaîne d’approvisionnement en eau que le général Brooking a établi à l'aide de 350 vans Ford[Quoi ?], qui ont transporté plus de 63 000 litres d'eau rien que le 28 septembre. Pendant ce temps, la 6e Brigade de cavalerie parcourt le désert vers le sud et l'ouest de Ramadi et atteint à 16 h 0 la route, 8 km à l'ouest de la ville, où ils se retranchent afin de bloquer toute retraite turque.
Avec le soutien de l'artillerie, les forces Britanniques avancent vers deux crêtes de dunes au sud de Ramadi, à portée de tir des troupes ottomanes. Les deux positions sont prises en début d'après-midi du 28 septembre. La dernière échappatoire de la garnison est maintenant le pont Aziziya, juste à l'ouest de Ramadi. La bataille se poursuit dans la nuit sous une lune brillante et à 3 h 0 le 29 septembre, une colonne d'infanterie turque cherche à se frayer un chemin pour fuir la ville attaquée. Les mitrailleuses lourdes des Britanniques ainsi que l'artillerie les repoussent, les survivants rebroussent chemin jusqu'à Ramadi après une heure et demi de combats. La 39e division de fusilliers de Garhwal attaque le pont, chargeant les canons turcs qui ouvrent le feu. le pont est pris à 7 h 30 en dépit de lourdes pertes britanniques; après trois assauts, seuls 100 hommes parviennent au pont.
L'avance du général Garhwali convainc les défenseurs ottomans que la bataille est perdue. À 9 h 15, un grand nombre de Turcs commence à se rendre aux troupes de Garhwali ; vers 9 h 30, lorsque le reste de la force britannique avance vers les murs de boue de Ramadi, « les drapeaux blancs sont brandis tout le long des lignes ennemies ». À 11 h 0, le commandant turc Ahmed Bey capitule alors avec la garnison. Cette reddition arrive peu de temps avec une puissante tempête de sable, réduisant très fortement la visibilité des soldats déployés sur place.

### Pertes et conséquences
120 soldats ottomans sont tués dans la bataille, 190 sont blessés. 3 456 hommes sont capturés par les Britanniques, dont 145 officiers. Quelques soldats de la garnison se sont échappés à la nage dans l'Euphrate. On dénombre 995 victimes britanniques, même si beaucoup ne sont que légèrement blessés en raison de l'éclatement trop important des obus turcs. 
Une grande partie du matériel a été saisi, y compris 13 pièces d'artillerie, 12 mitrailleuses et de grandes quantités de munitions et de matériel. La capture de Ramadi a également conduit les tribus arabes locales à changer de camp et à soutenir les Britanniques.
Par la suite, le général Maude s'est félicité d'une « action militaire aussi propre et fructueuse que l'on puisse souhaiter voir ». La chute de la ville a été si soudaine que le lendemain de la bataille, un pilote allemand a tenté d'atterrir à Ramadi avant de réaliser qui l'occupait et s'en échappa précipitamment. La ville a été jugée si sûre que dès le lendemain, les Britanniques décidèrent de poursuivre leur marche en direction d'Hīt.